# Somewhere Between (nummer)
"Somewhere Between" is een nummer van de Amerikaanse zanger Merle Haggard en zijn begeleidingsband The Strangers. Het verscheen op zijn album Branded Man uit 1967. In 1975 werd het gecoverd door de Nederlandse band The Tumbleweeds op hun album Tumbleweeds. Dat jaar werd het tevens uitgebracht als de derde single van het album.

## Achtergrond
"Somewhere Between" is geschreven door Haggard en Bonnie Owens en in de originele versie geproduceerd door Ken Nelson. Haggard nam het op voor zijn album Branded Man uit 1967, maar het werd niet als single uitgebracht. In 1975 werd het nummer opnieuw ontdekt door de Nederlandse countryband The Tumbleweeds. Zij brachten het uit op hun tweede album Tumbleweeds. De band, en met name bandleider en producent Ton Masseurs, zag het in eerste instantie niet als single. Op aandringen van Gerard de Vries werd het, nadat twee eerdere singles van het album flopten, alsnog uitgebracht.
The Tumbleweeds hadden het succes van "Somewhere Between" niet verwacht. De single behaalde de tweede plaats in de Nederlandse Top 40 en werd in de Nationale Hitparade een nummer 1-hit. Ook in het buitenland behaalde het enige successen: in een voorloper van de Vlaamse Ultratop 50 kwam het tot de tiende plaats, en door de Amerikaanse countrylijsten werd het uitgeroepen tot veelbelovende single.
"Somewhere Between" werd in 1985 door Tumbleweeds-zangeres Ine Masseurs opnieuw opgenomen als duet met de Amerikaanse zanger Jimmy Lawton. In 1990 werd de versie van Grant & Forsyth een hit in Nederland, met plaats 29 in de Top 40 en plaats 27 in de Nationale Top 100 als hoogste noteringen.

## Hitnoteringen

### The Tumbleweeds

#### Nederlandse Top 40
| Hitnotering: 09-08-1975 t/m 11-10-1975 | Hitnotering: 09-08-1975 t/m 11-10-1975 | Hitnotering: 09-08-1975 t/m 11-10-1975 | Hitnotering: 09-08-1975 t/m 11-10-1975 | Hitnotering: 09-08-1975 t/m 11-10-1975 | Hitnotering: 09-08-1975 t/m 11-10-1975 | Hitnotering: 09-08-1975 t/m 11-10-1975 | Hitnotering: 09-08-1975 t/m 11-10-1975 | Hitnotering: 09-08-1975 t/m 11-10-1975 | Hitnotering: 09-08-1975 t/m 11-10-1975 | Hitnotering: 09-08-1975 t/m 11-10-1975 | Hitnotering: 09-08-1975 t/m 11-10-1975 |
| Week                                   | 1                                      | 2                                      | 3                                      | 4                                      | 5                                      | 6                                      | 7                                      | 8                                      | 9                                      | 10                                     |                                        |
| -------------------------------------- | -------------------------------------- | -------------------------------------- | -------------------------------------- | -------------------------------------- | -------------------------------------- | -------------------------------------- | -------------------------------------- | -------------------------------------- | -------------------------------------- | -------------------------------------- | -------------------------------------- |
| Nummer                                 | 18                                     | 9                                      | 4                                      | 2                                      | 2                                      | 2                                      | 3                                      | 8                                      | 16                                     | 37                                     | uit                                    |

#### Nationale Hitparade
| Hitnotering: 09-08-1975 t/m 11-10-1975 | Hitnotering: 09-08-1975 t/m 11-10-1975 | Hitnotering: 09-08-1975 t/m 11-10-1975 | Hitnotering: 09-08-1975 t/m 11-10-1975 | Hitnotering: 09-08-1975 t/m 11-10-1975 | Hitnotering: 09-08-1975 t/m 11-10-1975 | Hitnotering: 09-08-1975 t/m 11-10-1975 | Hitnotering: 09-08-1975 t/m 11-10-1975 | Hitnotering: 09-08-1975 t/m 11-10-1975 | Hitnotering: 09-08-1975 t/m 11-10-1975 | Hitnotering: 09-08-1975 t/m 11-10-1975 | Hitnotering: 09-08-1975 t/m 11-10-1975 |
| Week                                   | 1                                      | 2                                      | 3                                      | 4                                      | 5                                      | 6                                      | 7                                      | 8                                      | 9                                      | 10                                     |                                        |
| -------------------------------------- | -------------------------------------- | -------------------------------------- | -------------------------------------- | -------------------------------------- | -------------------------------------- | -------------------------------------- | -------------------------------------- | -------------------------------------- | -------------------------------------- | -------------------------------------- | -------------------------------------- |
| Nummer                                 | 22                                     | 9                                      | 6                                      | 2                                      | 1                                      | 2                                      | 2                                      | 4                                      | 12                                     | 26                                     | uit                                    |

#### NPO Radio 2 Top 2000
Zorg dat je dit sjabloon alleen aanroept op een pagina gekoppeld aan Wikidata, of geef zelf een Wikidata-ID mee (zie uitleg).

#### Evergreen Top 1000
| Jaar    | 2008 | 2009 | 2010 | 2011 | 2012 | 2013 | 2014 | 2015 | 2016 | 2017 | 2018 | 2019 | 2020 | 2021 | 2022 | 2023 |
| ------- | ---- | ---- | ---- | ---- | ---- | ---- | ---- | ---- | ---- | ---- | ---- | ---- | ---- | ---- | ---- | ---- |
| Positie | 105  | 705  | 703  | 703  | 774  | 150  | 226  | 206  | 201  | 245  | 434  | 120  | 151  | 275  | 308  | 247  |

### Grant & Forsyth

#### Nederlandse Top 40
| Hitnotering: 02-06-1990 t/m 23-06-1990 | Hitnotering: 02-06-1990 t/m 23-06-1990 | Hitnotering: 02-06-1990 t/m 23-06-1990 | Hitnotering: 02-06-1990 t/m 23-06-1990 | Hitnotering: 02-06-1990 t/m 23-06-1990 | Hitnotering: 02-06-1990 t/m 23-06-1990 |
| Week                                   | 1                                      | 2                                      | 3                                      | 4                                      |                                        |
| -------------------------------------- | -------------------------------------- | -------------------------------------- | -------------------------------------- | -------------------------------------- | -------------------------------------- |
| Nummer                                 | 32                                     | 29                                     | 31                                     | 40                                     | uit                                    |

#### Nationale Top 100
| Hitnotering: 28-04-1990 t/m 14-07-1990 | Hitnotering: 28-04-1990 t/m 14-07-1990 | Hitnotering: 28-04-1990 t/m 14-07-1990 | Hitnotering: 28-04-1990 t/m 14-07-1990 | Hitnotering: 28-04-1990 t/m 14-07-1990 | Hitnotering: 28-04-1990 t/m 14-07-1990 | Hitnotering: 28-04-1990 t/m 14-07-1990 | Hitnotering: 28-04-1990 t/m 14-07-1990 | Hitnotering: 28-04-1990 t/m 14-07-1990 | Hitnotering: 28-04-1990 t/m 14-07-1990 | Hitnotering: 28-04-1990 t/m 14-07-1990 | Hitnotering: 28-04-1990 t/m 14-07-1990 | Hitnotering: 28-04-1990 t/m 14-07-1990 | Hitnotering: 28-04-1990 t/m 14-07-1990 |
| Week                                   | 1                                      | 2                                      | 3                                      | 4                                      | 5                                      | 6                                      | 7                                      | 8                                      | 9                                      | 10                                     | 11                                     | 12                                     |                                        |
| -------------------------------------- | -------------------------------------- | -------------------------------------- | -------------------------------------- | -------------------------------------- | -------------------------------------- | -------------------------------------- | -------------------------------------- | -------------------------------------- | -------------------------------------- | -------------------------------------- | -------------------------------------- | -------------------------------------- | -------------------------------------- |
| Nummer                                 | 88                                     | 77                                     | 63                                     | 53                                     | 46                                     | 37                                     | 31                                     | 27                                     | 32                                     | 53                                     | 71                                     | 90                                     | uit                                    |